# Karel Schubert
Karel Schubert (29. ledna 1945 – 25. května 1976 Makalu, Nepál) byl český horolezec a československý reprezentant. Dne 24. května 1976 vystoupil na vrchol Makalu (8 462 m n. m.), páté nejvyšší hory světa. Stal se tak vůbec prvním Čechem, který vystoupil na osmitisícovou horu. Výpravu vedl Slovák Ivan Gálfy a spolu se Schubertem na vrchol vystoupil také Slovák Milan Kriššák. Při sestupu z hory však Schubert zahynul. Jeho tělo objevil až po osmi letech anglický horolezec Doug Scott.

## Výkony a ocenění
- 24. května 1976: první český výstup na Makalu, prvovýstup Jižním pilířem
- mistr sportu (in memoriam)

### Hory
- 1974: výstup v S stěně Čančachi, Kavkaz, s Jaromírem Soldánem
- 1974: Triple direct route, El Capitan, s Karlem Procházkou, 1. zimní výstup, během první čs. výpravy do Yosemite

### Expedice
- 1976: Makalu (8 463 m n. m.), Himálaj, Nepál, vedoucí Ivan Gálfy; vrchol s Milanem Kriššákem a Španělem Jorgem Camprubim (z expedice JV hřebenem), dokončení čs. prvovýstupu Jižním pilířem (a Jihovýchodním hřebenem na vrchol) z roku 1973, zahynul při sestupu